# هاري تومسون (لاعب كرة قدم أمريكية)
هاري تومسون (بالإنجليزية: Harry Thompson) هو لاعب كرة قدم أمريكية أمريكي، ولد في 8 يناير 1926 في ممفيس في الولايات المتحدة، وتوفي في 26 نوفمبر 2003 في لوس أنجلوس في الولايات المتحدة.

## وصلات خارجية
- هاري تومسون على موقع مرجع كرة القدم المحترفة.كوم (الإنجليزية)
- هاري تومسون على موقع JustSportsStats.com (الإنجليزية)